# Vivendo do Ócio
Vivendo do Ócio é uma banda brasileira de rock formada em Salvador, Bahia em 2006 pelo guitarrista e vocalista Jajá Cardoso com o baixista Luca Bori, em seguida houve a inclusão do guitarrista Davide Bori (irmão de Luca) e o atual baterista Dieguito Reis. O grupo vem sendo uma das principais bandas do cenário do rock brasileiro contemporâneo, já ganharam vários prêmios e possuem três álbuns de estúdio.

## História

### Formação da banda (2006-2011)
A banda surgiu em 2006, em Salvador na Bahia, quando os amigos Jajá Cardoso e Luca Bori se reuniam para tocar em sua casa, nesse período já haviam completado o ensino secundário. Anteriormente os integrantes passaram por outro grupo de hardcore criada por Luca, o Trick Attack, que após acabar a dupla vislumbrava a possibilidade de montar um novo grupo com uma sonoridade diferente. Tinha como referência The Beatles e Rolling Stones, e bandas contemporâneas como The Strokes, Bloc Party, Maxïmo Park e Arctic Monkeys. Procuraram um baterista na internet e encontraram Mamede Musser, em seguida Davide Bori ingressou no grupo. O nome da banda surgiu quando Jajá estava conversando com o Luca pela internet decidindo um nome para o grupo, quando viu que Luca tinha postado no MSN a frase “Vivendo do ócio”, inspirado no livro Ócio Criativo de Domenico De Masi.
Em 2008, com a saída do baterista Mamede e a substituição por Dieguito Reis o grupo seguiu um período intenso de trabalho – composições, ensaios, gravações e o lançamento de um álbum virtual e o lançamento do webclipe "Amor em Fúria", daí começaram a se destacar na cena baiana, chamando a atenção da mídia impressa e saindo em jornais como "A Tarde" e "Correio".
Através do demo Teorias de Amor Moderno, a banda concorreu o concurso GAS Sound exibido pela Rede TV! ainda em 2008, sendo avaliado pelos jurados Supla, Japinha, Carioca e George Israel, que teve como prêmio a gravação de um CD pela Deckdisc.

### Nem Sempre Tão Normal (2009-2011)
Após vencer o concurso, foram regravadas as 10 faixas do Teorias De Amor Moderno e adicionadas mais quatro inéditas, que deu origem ao álbum Nem Sempre Tão Normal em maio de 2009, primeiro lançamento comercial do grupo que foi produzido por Rafael Ramos (que já trabalhou com Pitty, Cachorro Grande, Ultraje a Rigor).
A partir da grande exposição que o programa promoveu, o Vivendo do Ócio foi convidado a tocar em vários festivais pelo Brasil, abrindo shows para bandas renomadas, como Nação Zumbi. Receberam premiações em Salvador, e marcaram a sua estreia nacional como uma das atrações do Video Music Brasil 2009 da MTV, um dos troféus mais importantes da música brasileira, onde também levou o prêmio Aposta MTV.
A banda se apresentou em 2010 no show Brazilian Day London, tocando para 15 mil pessoas. Também tocou em Den Haag, na Holanda, no Festival Intertional De La Musique, e em Londres no Dublin Castle, pub clássico de Camden Town por onde já passaram nomes como Madness, Amy Winehouse e Arctic Monkeys. No ano seguinte voltaram a Europa para dividir palco com Lou Reed no Italia Wave Love Festival.
Em 2010, o grupo lançou o videoclipe da música “Meu Precioso” gravado em Londres, que foi rodado na região de Croydon entre julho e agosto daquele ano. No ano seguinte, em 2011, a banda lança os videoclipes das músicas “Rock Pub Bay”, gravado no Dublin Castle, e da música “Oh, Não!”, que mostra os músicos dando uma volta de bicicleta por Amsterdã, na Holanda.

### O Pensamento é um Imã (2012-2015)
Em 2011, o quarteto lançou o videoclipe da música “Silas”, que foi gravado no mês de junho, em Marche, na Itália, e foi dirigido por Rodolfo Craia e Federico de Marco, que também cuidou da edição do mesmo. Esse foi o primeiro single do álbum O Pensamento é um Imã, lançado em janeiro de 2012.
A influência do cantor Caetano Veloso sobre o álbum se sobressai na música “Radioatividade” que fala sobre Salvador e tem influência direta da canção ‘Triste Bahia’ e, consequentemente, da poesia de Gregório de Matos, que tem o mesmo título. O grupo chegou a convidar Caetano para gravar a faixa, porém o artista estava em turnê na Europa com Maria Gadú. A música ganhou videoclipe em 2015, gravado na Bahia.
O disco foi produzido por Chuck Hipolitho e Rafael Ramos, e masterizado em Los Angeles pelo renomado Brian Gardner (que já trabalhou com Foo Fighters e Queens of The Stone Age). O registro ainda traz participações de Pitty e Martin (que, juntos, formam o projeto folk Agridoce), na faixa “Nostalgia“, e de Dadi, baixista dos Novos Baianos, em “O Mais Clichê“. Já a letra de “Radioatividade“, foi composta pelos parceiros de longa data Thadeu Meneghini (Vespas Mandarinas) e Adalberto Rabelo Filho.
A banda lançou o webclipe da música “Eu gastei”, que foi gravado em uma madrugada em São Paulo. A direção, filmagem e edição ficaram por conta do baixista Luca Bori. Ainda no mesmo ano, o grupo lançou o videoclipe da música “Nostalgia”, que foi gravado em alto-mar, o vídeo foi dirigido, roteirizado e editado por Ricardo Spencer. A ideia do diretor, baiano radicado em São Paulo, era lembrar os imigrantes cubanos que vão aos Estados Unidos em botes improvisados. “A gente abraçou a ideia de cara fazendo uma ponte de ‘sair da sua terra natal pra buscar algo melhor’. Cruzamos a Baía de Todos Os Santos de volta a nossa terra”.
A banda teve duas indicações na VMB 2012, na premiação o grupo concorreu na categoria Melhor Disco, por “O Pensamento É Um Ímã”, e Melhor Música, por “Nostalgia”. Em 2013, houve o lançamento do videoclipe da música “Bomba Relógio”, gravado na cidade de Lecce no sul da Itália. E o último a ser lançado foi o da música “Por um Punhado de Reais”, que foi gravado em Analândia e incluiu a banda no projeto “Around The World In 80 Music Videos”.
Ainda em 2013, se apresentaram no festival Lollapalooza, onde tiveram a participação de Caju & Castanha, no ano seguinte a dupla com a banda lançaram um videoclipe da música “Futebol no Inferno”, referente à Copa do Mundo no Brasil.

### Selva Mundo e atualmente (2015-2018)

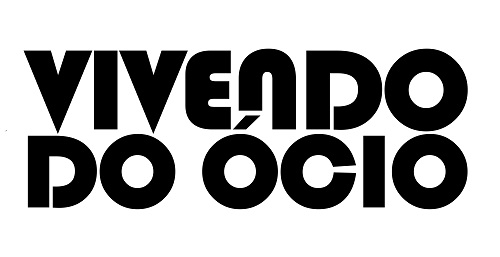
Logotipo da banda

A banda havia iniciado um projeto de crowdfunding para financiar o novo álbum, para quem doasse tinha como forma de recompensa o direito a fazer download antecipado, o nome citado nos agradecimentos. Para maiores doações havia recompensa com um show acústico da banda na casa do comprador.
Selva Mundo é o terceiro álbum de estúdio banda lançado em setembro de 2015 de forma independente, o disco produzido pelos produtores Curumin e Fernando Sanches,  e conta com a participação de Pepeu Gomes e Lira. Trata-se do disco mais maduro e de melhor produção da banda.
O primeiro videoclipe foi da música “Prisma”, a ideia do vídeo surgiu de um pesadelo do Jajá, a gravação foi feita no Centro Histórico de Salvador que contou com a participação do Thadeu Meneghini.
Em 2017, o grupo lançou um clipe de animação para a faixa “Prisioneiro do Futuro/Encruzilhada”, feita com ilustrações do artista Iuri Nogueira; o clipe traz uma história de aventura onde os personagens são animais. E está concorrendo a diversos prêmios ao redor do mundo em categorias de animação, como o Palm Springs International Animation Festival, na Califórnia (um dos maiores eventos do mundo), o vídeo irá competir diretamente com artistas como Gorillaz, Elton John, entre outros.
Além do PSIAF, o clipe da banda também estará participando em outros festivais internacionais nos Estados Unidos, México, Canadá, Armênia, Bélgica e Porto Rico.

## Integrantes
Formação atual
- Jajá Cardoso – vocal e guitarra (2006 - atualmente)
- Luca Bori – baixo e vocal (2006 - atualmente)
- Davide Bori – guitarra e backing vocal (2006 - atualmente)
- Dieguito Reis – bateria e backing vocal (2008 - atualmente)

Ex-integrantes
- Mamede Musser – bateria (2006 - 2008)

## Discografia
- 2008 - Teorias de Amor Moderno
- 2009 - Nem Sempre tão Normal
- 2012 - O Pensamento É um Ímã
- 2013 - Som, Luzes e Terror
- 2015 - Selva Mundo
- 2020 - Vivendo do Ócio

## Singles
| Ano  | Clipes                      | Álbum                        |
| ---- | --------------------------- | ---------------------------- |
| 2009 | "Fora, Mônica!"             | 2009 - Nem Sempre Tão Normal |
| 2010 | "Dilema"                    | 2009 - Nem Sempre Tão Normal |
| 2010 | "Meu Precioso               | 2009 - Nem Sempre Tão Normal |
| 2011 | "Rock Pub Baby"             | 2009 - Nem Sempre Tão Normal |
| 2011 | "Oh! Não"                   | 2009 - Nem Sempre Tão Normal |
| 2011 | "Silas"                     | 2012 - O Pensamento É Um Ímã |
| 2012 | "Eu Gastei"                 | 2012 - O Pensamento É Um Ímã |
| 2012 | "Nostalgia"                 | 2012 - O Pensamento É Um Ímã |
| 2013 | "Bomba Relógio"             | 2012 - O Pensamento É Um Ímã |
| 2015 | "Radioatividade"            | 2012 - O Pensamento É Um Ímã |
| 2015 | ''Por um Punhado de Reais'' | 2012 - O Pensamento É Um Ímã |
| 2016 | "Prisma"                    | 2015 - Selva Mundo           |